# Akomi
Akomi is een bestuurslaag in het regentschap Timor Tengah Utara van de provincie Oost-Nusa Tenggara, Indonesië. Akomi telt 746 inwoners (volkstelling 2010).